# Ieud
Ieud is een Roemeense gemeente in het district Maramureș.
Ieud telt 4217 inwoners.